# Help Wanted – Male
Help Wanted – Male is een Amerikaanse filmkomedie uit 1920 onder regie van Henry King.

## Verhaal
Leona Stafford erft 1000 dollar en investeert dat geld in een plan om een rijke echtgenoot aan de haak te slaan. Ze koopt een nieuwe garderobe en gaat daarmee naar een deftig hotel, waar ze zich voordoet als een weduwe met een geheimzinnig verleden. Haar gedrag wekt het wantrouwen van de hotelreceptionist, die vermoedt dat ze achter de ontvoering zit van kapitein Cromwell, een rijke vliegenier die al een tijdlang vermist wordt. Ze verlaat zich voor hulp op Tubbs, van wie ze gelooft dat hij gewoon een werkschuwe landloper is. Uiteindelijk wordt ze verliefd op hem en hij maakt zich vervolgens bekend als de vermiste piloot.

## Rolverdeling
| Acteur           | Personage      |
| ---------------- | -------------- |
| Blanche Sweet    | Leona Stafford |
| Henry King       | Tubbs          |
| Frank Leigh      | Receptionist   |
| Mayme Kelso      | Mevrouw Dale   |
| Thomas Jefferson | Harris         |
| Jay Belasco      | Luitenant      |
| Jean Acker       | Ethel          |